# Mustjõe (Tallinn)
Mustjõe est un quartier du district de  Haabersti à Tallinn en Estonie.

## Description
En 2019, Mustjõe compte 3 250 habitants.
Sa superficie est de 1,79 km2.
Le quartier porte le nom du Mustjõgi, qui prend sa source à Lepistik (Mustamäe) et se jette dans la baie de Kopli. 
La longueur du Mustjõje est de 1,5 km, la majeure partie de ce ruisseau soit actuellement canalisée.
Les rues du quartier sont :  Halla tänav, Heinamaa tänav, Humala tänav, Härmatise tänav, Joone tänav, Kõrgepinge tänav, Köömne tänav, Külma tänav, Laki tänav, Lammi tänav, Lobjaka tänav, Looga tänav, Marja tänav, Marjamaa tänav, Mureli tänav, Mustjuure tänav, Mustjõe põik, Mustjõe tänav, Nurklik tänav, Ojaveere tänav, Otse tänav, Pagi tänav, Pakase tänav, Paldiski maantee, Piibelehe tänav, Pikse tänav, Pirni tänav, Põldmarja tänav, Pärituule tänav, Rahe tänav, Rohumaa tänav, Rõika tänav, Räitsaka tänav, Saarma põik, Saarma tänav, Siire tänav, Sirge tänav, Soodi tänav, Tarna tänav, Tuhkru tänav, Tulva tänav, Tuuleveski tänav, Tuuliku tee, Vesiravila tänav, Veskimetsa tänav et Välgu tänav.

## Population
| 2008  | 2010  | 2011  | 2012  | 2013  | 2014  |
| ----- | ----- | ----- | ----- | ----- | ----- |
| 3 106 | 3 082 | 3 089 | 3 115 | 3 149 | 3 181 |

| 2015  | 2016  | 2017  | 2018  | 2019  | 2020  |
| ----- | ----- | ----- | ----- | ----- | ----- |
| 3 174 | 3 176 | 3 167 | 3 174 | 3 250 | 3 363 |

| 2021  | 2022  | - | - | - | - |
| ----- | ----- | - | - | - | - |
| 3 453 | 3 503 | - | - | - | - |

## Transports
Les lignes de bus n° 8, 21, 21В, 22, 41, 41В, 42 et 46 desservent le quartier.

## Lieux et monuments
- Paldiski mnt 81 — Ministère de la Santé ;
- Paldiski mnt 83 — Lycée Mustjõe ;
- Sirge tn 2 — Union des administrations locales du comté de Harju.

## Galerie

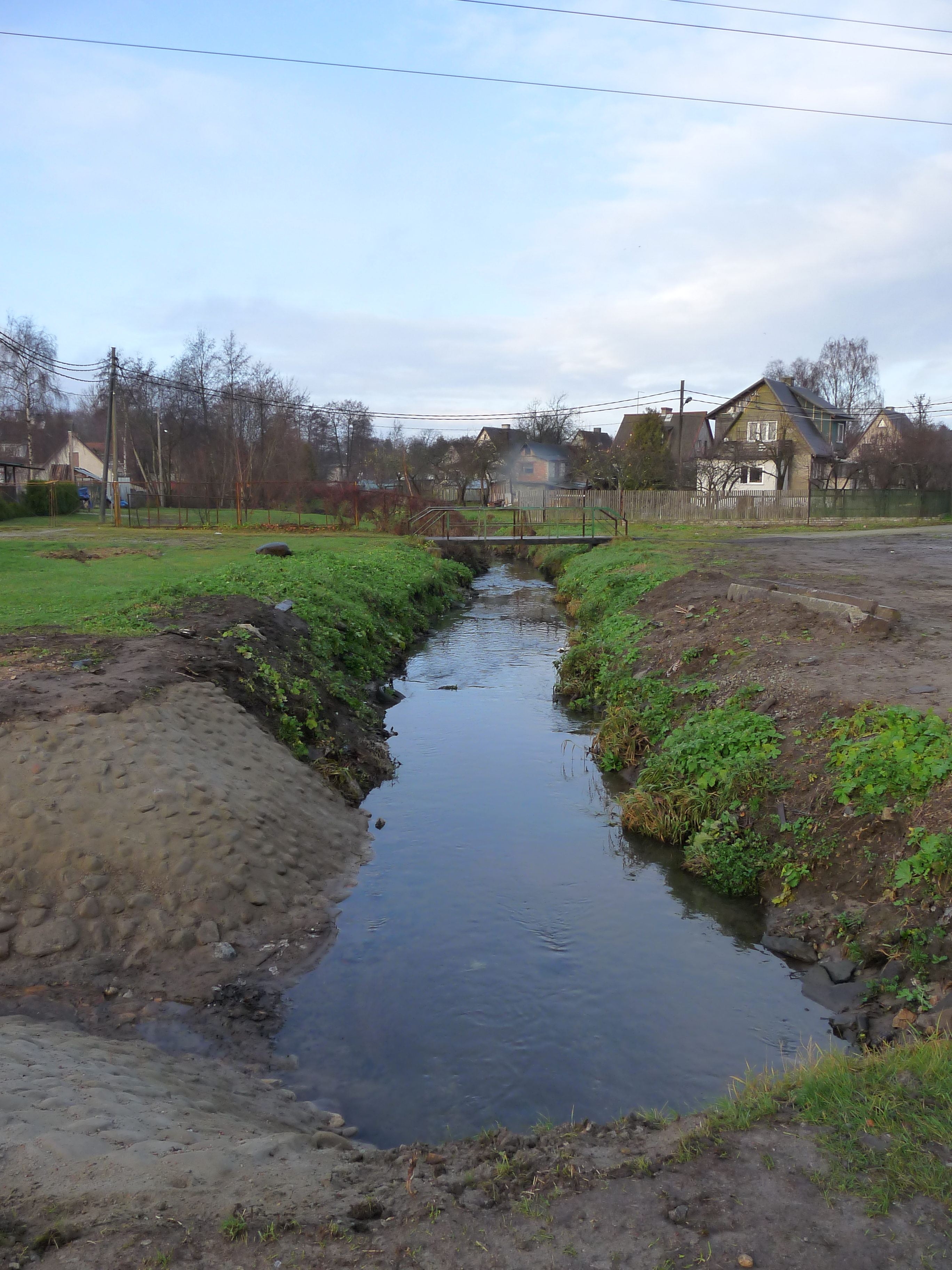
La rivière Mustjõgi
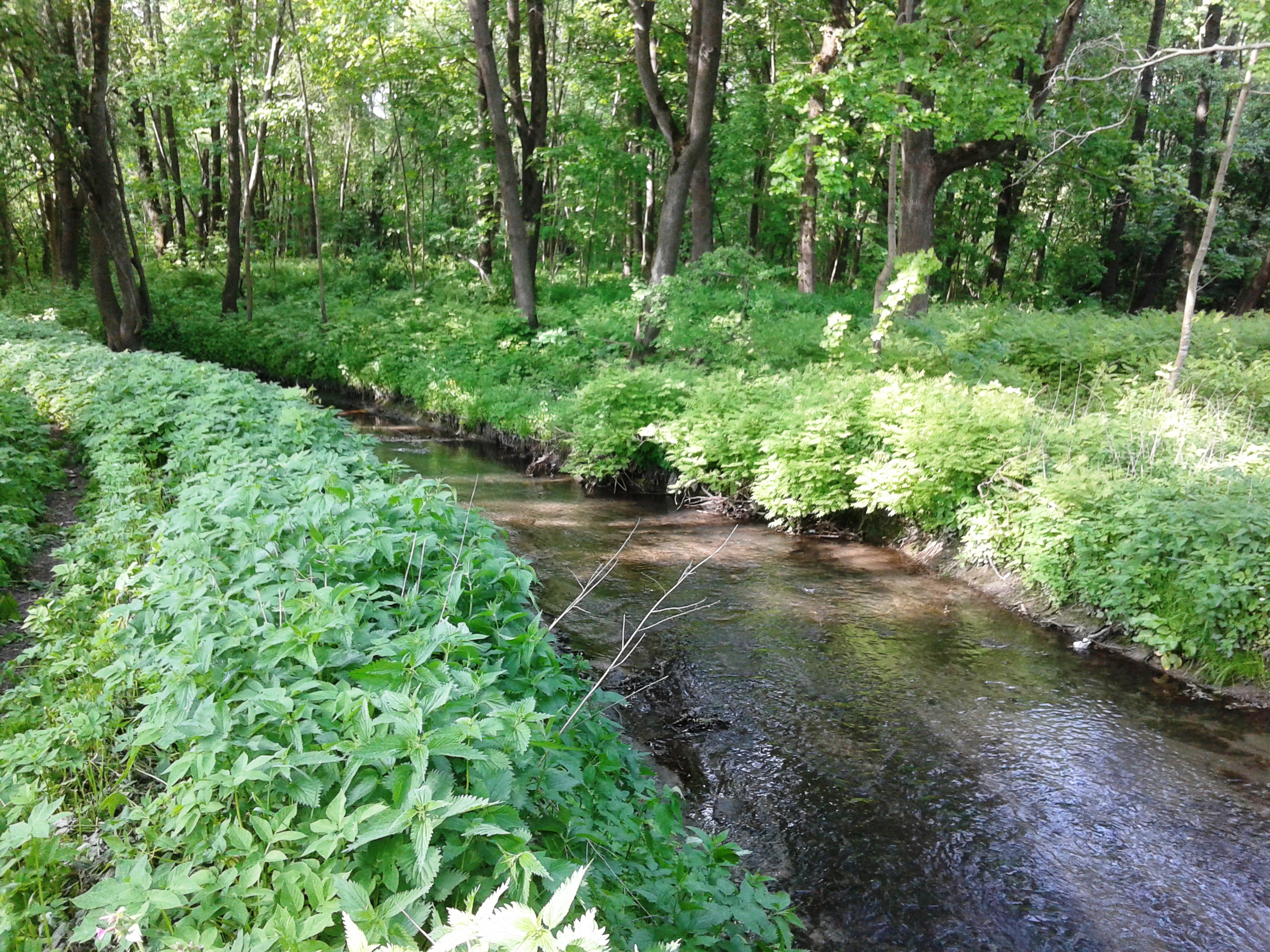
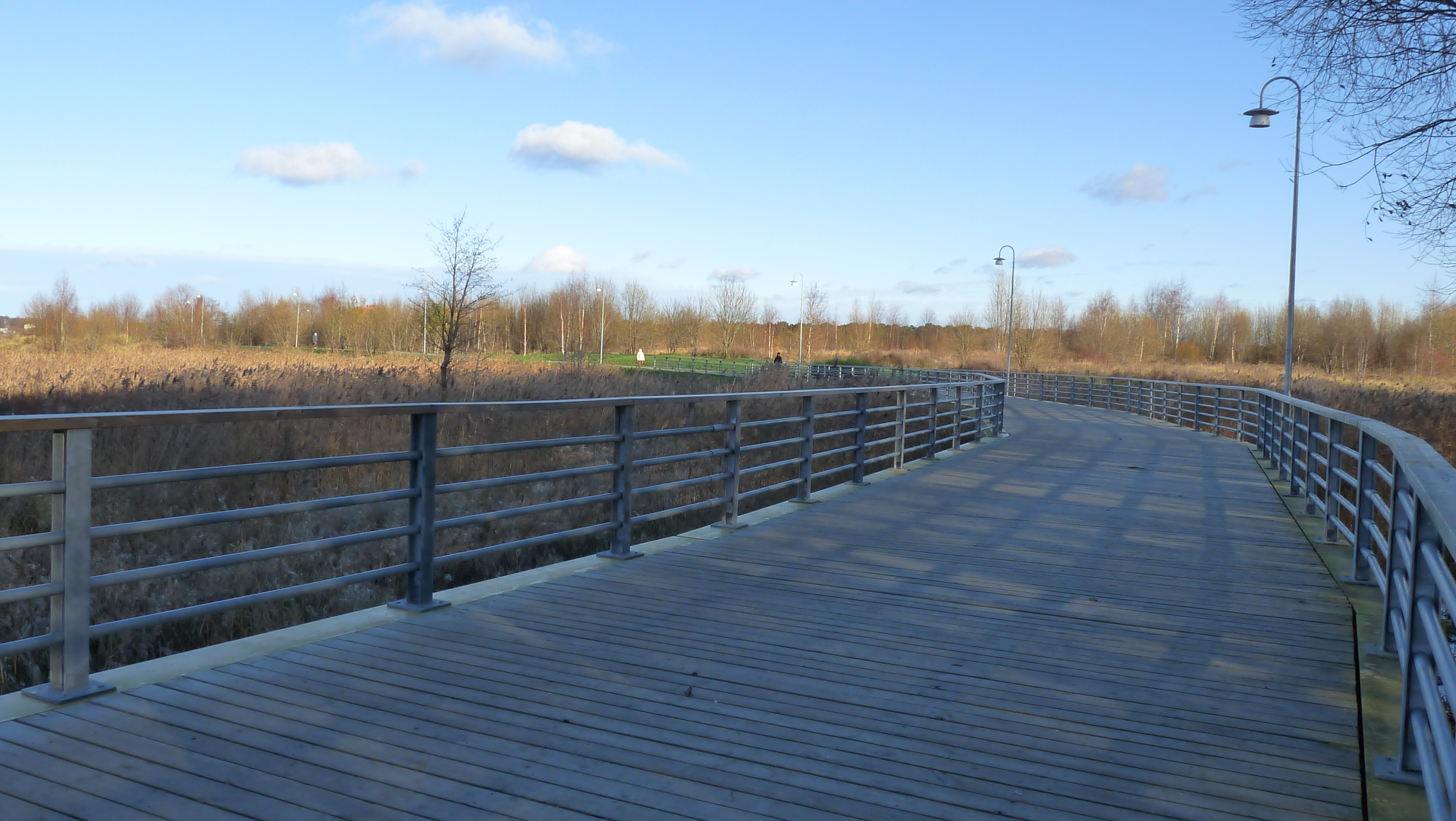
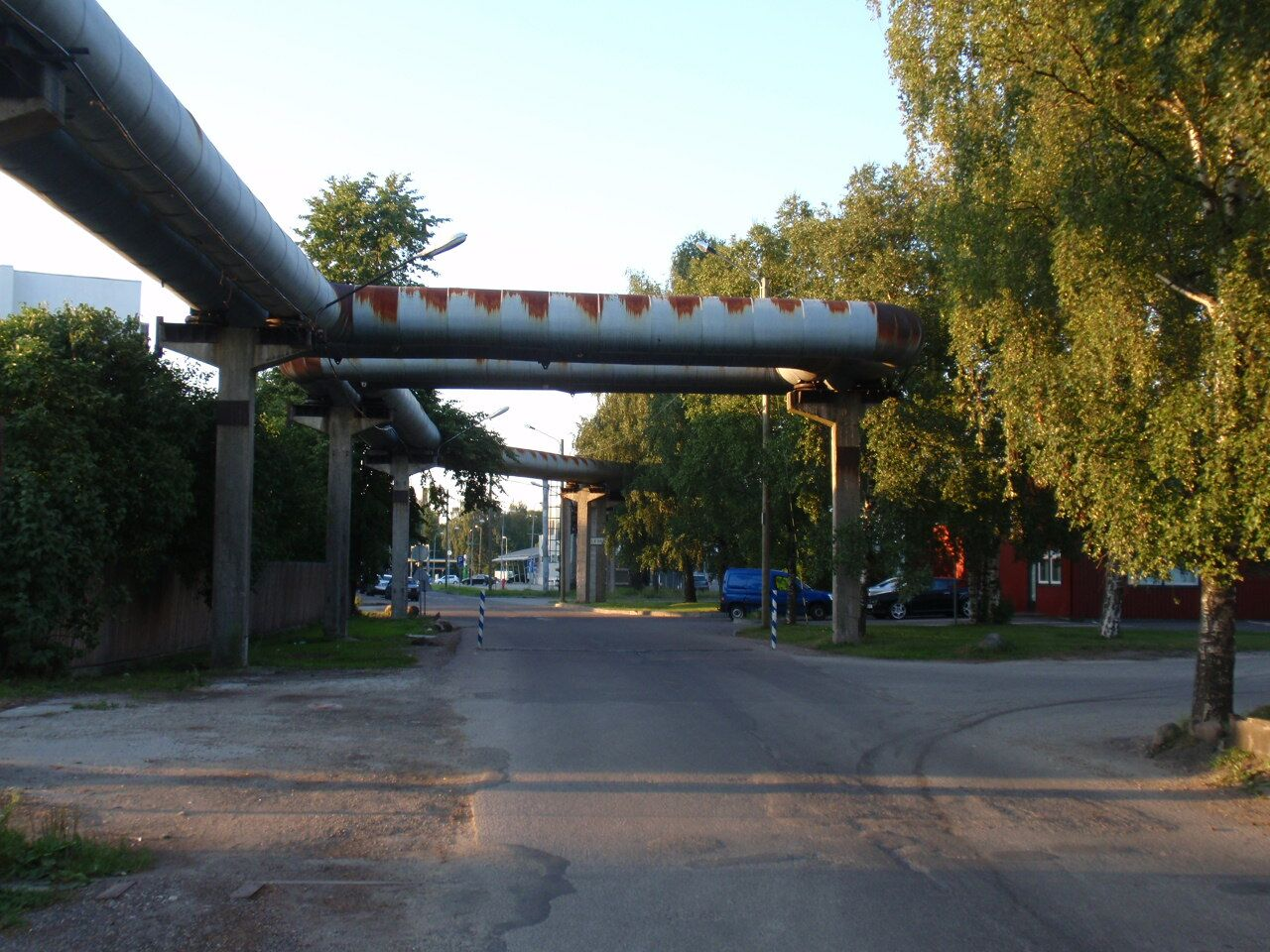